# Svobodnîi
Svobodny (ru. Свободный) este un oraș din regiunea Amur, Federația Rusă, cu o populație de 63.889 locuitori.